# دختر جدید (فیلم)
دختر جدید فیلمی به کارگردانی لوئیس بردخو، نویسندگی جان کونولی و تهیه‌کنندگی پل بروکز، گوی دانلا، براد کسل محصول سال ۲۰۰۹ میلادی است.
کوین کاستنر، ایوانا باکرو و سامانتا ماتیس از بازیگران اصلی این فیلم بوده‌اند.
این فیلم در تلویزیون ایران با نام تل خاکی پخش شده‌است.